# Гу
Гу – божество на желязото, ковачите, войната и оръдията на труда в дахомейската митология. Според вариант на космогоничния мит, Гу е петото божество, породено от върховното божество Маву Лиза. Според митовете Гу няма глава — от шията му стърчи голям меч, а тялото му е каменно. При подялбата на управлението на частите на света, Маву Лиза изпраща Гу сред хората, за да ги научи на всичко необходимо, за да живеят щастливо. Благодарение на него хората облагородяват дивата пустош и я правят удобна за живеене.
Според мита върховното божество Маву Лиза заявява, че Гу всъщност е сила, проявление на силата на Маву Лиза и затова не му е нужна глава. Липсата на глава показва и че Гу не мисли сам, той самият не създава нищо ново, а всичко, на което научава хората, идва директно от Маву Лиза, чието проявление на силата е той.
В митовете на ковачите, Гу е издигнат до ранга на върховните божества, участващ заедно с Маву Лиза в сътворението на света.